# Sixaola (Costa Rica)
Sixaola es un distrito del cantón de Talamanca, en la provincia de Limón, de Costa Rica. Está en el margen oeste del río Sixaola, que marca la frontera norte entre Panamá y Costa Rica. 

## Historia
Sixaola fue creado el 19 de febrero de 1970 por medio de Decreto Ejecutivo 13.

## Geografía
Sixaola cuenta con un área de 169,01 km² y una altitud media de 10 m s. n. m.

## Demografía
Para el año 2022, Sixaola cuenta con una población estimada de 13 961 habitantes, y para el último censo efectuado, en 2011, Sixaola contaba con una población de 8861 habitantes.

## Economía
El distrito sirve de paso fronterizo con el pueblo panameño de Guabito a través de un puente que atraviesa el río. En ambos extremos del puente se ubican las aduanas y oficinas de migración de ambos países, por lo que es punto obligado para los turistas para reportar sus entradas y salidas.
El pueblo de Sixaola tiene varios restaurantes y sodas, servicios como cabinas para hospedaje, dos supermercados chinos y una ferretería bien abastecidas; el punto más cercano es Bribri que cuenta con oficinas del banco nacional, almacenes de varias cadenas para artículos del hogar incluso motocicletas y varios servicios más. Las playas más cercanas y bonitas son Puerto Viejo de Talamanca a unos 49 km al noroeste de Sixaola y Cahuita un poco más lejos. Limón, la cabecera de provincia, se encuentra a unas 2.5 horas.

## Transporte

### Carreteras
Al distrito lo atraviesan las siguientes rutas nacionales de carretera:
- Ruta nacional 36